# Bremische Bürgerschaft

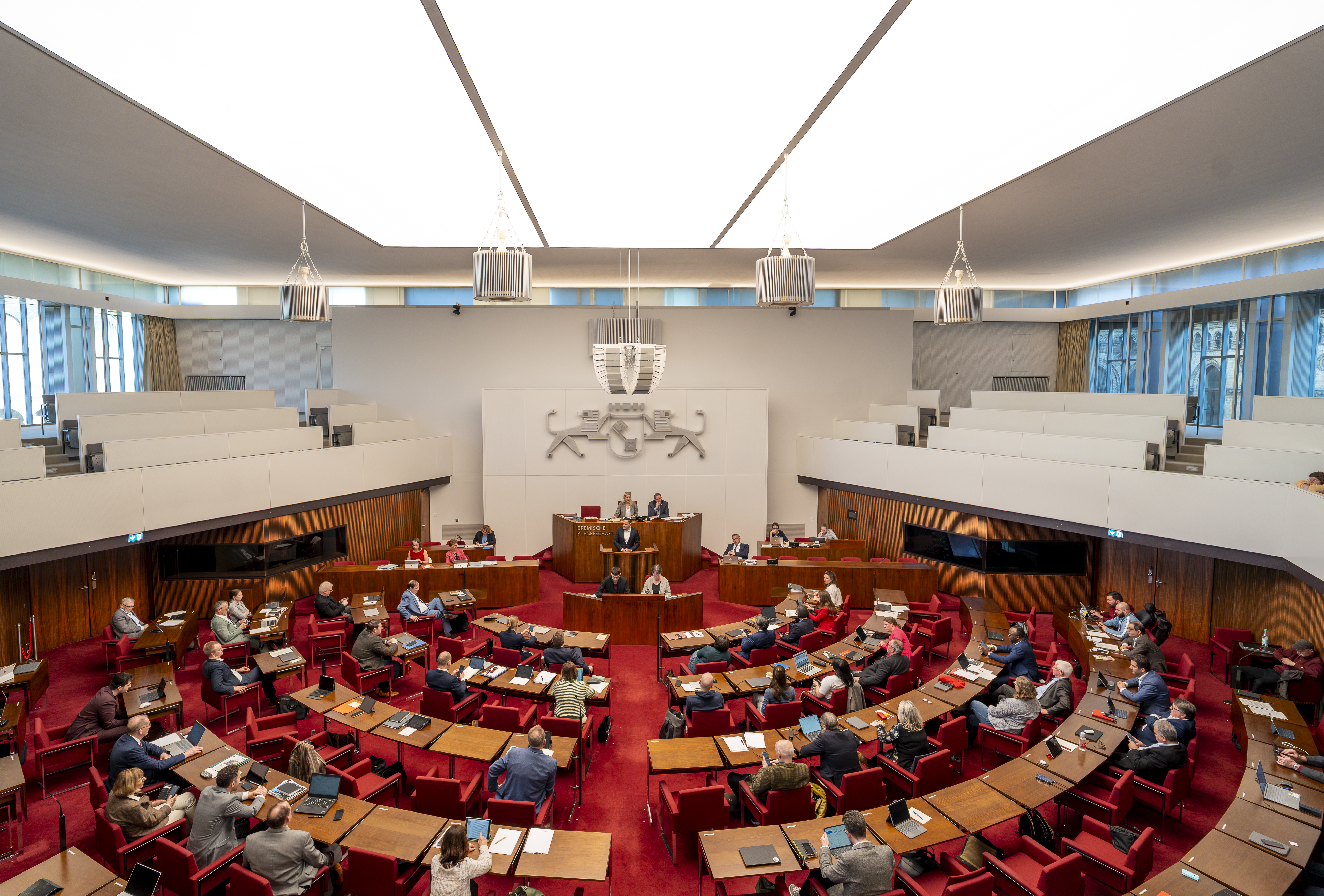
Sitzung der Bremischen Bürgerschaft im März 2025

Die Bremische Bürgerschaft ist das Landesparlament der Freien Hansestadt Bremen. Sie tagt im Haus der Bürgerschaft am Bremer Marktplatz. Präsidentin der Bürgerschaft ist seit dem 29. Juni 2023 Antje Grotheer (SPD).
Von den 87 gewählten Abgeordneten entsendet die Stadt Bremen 72 und die Stadt Bremerhaven 15 Abgeordnete. Die 72 Abgeordneten aus der Stadt Bremen bilden in der Regel (Ausnahmen siehe Abschnitt Wahlberechtigung) zugleich die Stadtbürgerschaft, die kommunale Volksvertretung der Stadtgemeinde Bremen. Die Stadt Bremerhaven hingegen verfügt über eine eigene kommunale Volksvertretung, die Bremerhavener Stadtverordnetenversammlung.
Direkter Vorläufer der Bremischen Bürgerschaft war die Ernannte Bremische Bürgerschaft, ein nach dem Zweiten Weltkrieg eingesetztes Gremium zur Kontrolle des Bremer Senats, das von April bis November 1946 tagte. Die Tradition der Bremischen Bürgerschaft reicht bis ins 12. Jahrhundert zurück.

## Geschichte der Bürgerschaft

### Mittelalter bis 1848/49
Im Mittelalter wurde nach dem gebräuchlichen Stadtrecht und den Statuten von 1433 der Bremer Rat gewählt. Die Vertreter der Bürger – die Meenheit – wurde in den Kirchspielen organisiert. Die Elterleute in Bremen (Olderlude) waren die Sprecher oder Vorsteher der Kaufleute, die den Rath berieten.
Nach dem Aufstand der 104 Männer konnte sich durch die „Neue Eintracht“ von 1534 der Einfluss der Zünfte und damit der Handwerker im Bürgerconvent – getrennt nach den vier Kirchspielen – etwas verstärken.
Nach der Bremer Franzosenzeit wurden 1816 zum Bürgerconvent neue Regelungen erlassen. Dieser nahm in monatlich tagenden Plenarsitzungen auch beratend an Gesetzgebungs- und Haushaltsverfahren teil. Gesetze wurden nur dann gültig, wenn der Rat und der Convent zustimmten. Der Convent teilte seine Beschlüsse durch den Syndicus der Elterleute dem Rat der Stadt mit. Im Convent waren die Elterleute des Kaufmanns, die Bauherren und Diakone der Kirchspiele, die Vertreter der wichtigen Zünfte und die Inhaber des Großen Bürgerrechts aus der Alt- und der Neustadt. Von 300 bis 600 durch den Rat bzw. dem Senat eingeladenen Vertretern nahmen nur ca. 60 bis 70 am Convent teil. Die Elterleute des Kaufmanns hatten im Convent praktisch immer den entscheidenden Einfluss. Für einzelne Fragen wurden Deputationen eingesetzt, in denen Ratsherren und Conventsmitglieder wirkten.

### Nach 1848
Nach der Revolution von 1848/49 bestand nach der Landesverfassung eine am 29. März 1849 gewählte Bürgerschaft. Erster Präsident dieser Bürgerschaft war bis zum Oktober 1849 Christian Friedrich Feldmann (1813–1883). Diese demokratische Bürgerschaft wurde aber bereits im März 1852 durch den Senat ohne Rechtsgrundlage aufgelöst.
Der Senat erließ eine neue Wahlordnung für eine Bürgerschaft, die 150 Abgeordnete haben sollte und die für sechs Jahre gewählt wurde. Gewählt wurde in acht Klassen: Wähler mit akademischer Vorbildung, Kaufleute mit Handelskammerwahlrecht, Gewerbetreibende mit Gewerbekammerwahlrecht, übrige Wähler gestaffelt nach Einkommen, Wähler aus Vegesack, Wähler aus Bremerhaven, Wähler mit Landwirtschaftskammerwahlrecht und Wähler aus dem übrigen Landgebiet (siehe dazu die Tabelle in Geschichte der Stadt Bremen). Dieses Klassenwahlrecht galt bis 1918. Die Mehrheit der Bevölkerung war stark unterrepräsentiert. Die Abgeordneten waren nicht durch Parteien vertreten. Nur die wenigen Vertreter der SPD traten ab dem Ende des 19. Jahrhunderts als Fraktion auf.

### Nach 1919
Die verfassungsgebende Bremer Nationalversammlung von 1919 hatte 200 Mitglieder und beschloss 1920 eine neue Verfassung. Die Bürgerschaft – wählbar von allen Frauen und Männern über 20 Lebensjahre – hatte nun 120 (1933 nur 96) Mitglieder (Landtag). Es fanden 1920, 1921, 1923, 1924, 1927 und 1930 Wahlen statt. Die Wahlbeteiligung schwankte zwischen 77,8 bis 84,5 %. Die Abgeordneten erhielten nur Aufwandsentschädigungen. Der Bürgerschaftspräsident leitete die Sitzungen. Es wurden Deputationen aus Vertretern des Senats und der Bürgerschaft gebildet.

### Nach 1945
1946 gab es kurzfristig eine von der US-amerikanischen Militärregierung ernannte Bürgerschaft mit 60 Mitgliedern. Die erste gewählte Bürgerschaft vom 13. Oktober 1946 hatte 80 Mitglieder aus der Stadt Bremen. Sie tagte erstmals am 30. Oktober 1946. Am 13. Februar 1947 kamen noch 20 Abgeordnete aus Bremerhaven hinzu. 2003 wurde die Anzahl der Mitglieder von 100 auf 83 reduziert, davon 68 aus Bremen und 15 aus Bremerhaven.

## Wahl
Die Bremische Bürgerschaft wird nach den Grundsätzen einer mit der Personenwahl verbundenen Verhältniswahl aufgrund von Listenwahlvorschlägen von Parteien und Wählervereinigungen in allgemeinen, unmittelbaren, freien, gleichen und geheimen Wahlen gewählt. Die Wahlperiode dauert – dies ist mittlerweile einzigartig unter den deutschen Landesparlamenten – vier Jahre und endet jeweils am 7. Juni. Die Wahl zur 20. Bremischen Bürgerschaft fand am 26. Mai 2019 parallel zur Europawahl statt.

### Wahlsystem und Wahlbereiche
Jeder Wahlvorschlag kann so viele Bewerber enthalten, wie Sitze für den Wahlbereich vergeben werden. Jeder Wahlberechtigte kann fünf Stimmen auf ganze Listen bzw. darin verzeichnete Bewerber beliebig verteilen (Kumulieren und Panaschieren).
Wegen der Personenwahl müssen auf dem Stimmzettel alle Bewerber namentlich aufgeführt und mit fünf Feldern für die Stimmen versehen werden. Daher werden seit der Bürgerschaftswahl 2011 Stimmzettelhefte im Format DIN A4-quer verwendet.
Das Wahlgebiet ist in die Wahlbereiche Bremen und Bremerhaven unterteilt. Für beide Bereiche werden getrennte Wahlvorschläge eingereicht, die 5-%-Sperrklausel wird getrennt angewandt und auch die Sitzzuteilung erfolgt separat – 68 Sitze für den Wahlbereich Bremen und 15 für Bremerhaven. Die Sitzverteilung erfordert mehrere Schritte:
- Bei der Auszählung werden die auf die Listen (Listenwahl) und die einzelnen Bewerber (Personenwahl) abgegebenen Stimmen erfasst.
- Die über Listenwahl und Personenwahl auf die einzelnen Wahlvorschläge entfallenen Stimmen werden addiert. Diese Zahlen sind die Grundlage für die Sitzverteilung unter den Parteien und Wählergemeinschaften gemäß dem Verfahren nach Sainte Laguë/Schepers.
- Aus der Anzahl der über Personenwahl einerseits und über Listenwahl andererseits für einen Wahlvorschlag abgegebenen Stimmen wird nach Sainte Laguë/Schepers bestimmt, wie viele Sitze nach der Rangfolge der erhaltenen Personenwahl-Stimmen der einzelnen Bewerber bzw. nach der Liste zugeteilt werden.
- Zunächst werden die Sitze an die Bewerber mit den höchsten Stimmenzahlen vergeben. Die übrigen Sitze werden nach der Reihenfolge der Liste an jene Bewerber vergeben, denen noch kein Sitz über die Personenwahl zugeteilt wurde. Diese beiden Schritte sind auch durchzuführen, wenn ein Bewerber in die Bürgerschaft nachrückt.

Für die Wahl zur Stadtbürgerschaft wird dieses Verfahren mit den Stimmen für den Wahlbereich Bremen wiederholt, wobei die von nichtdeutschen EU-Bürgern abgegebenen Stimmen einbezogen werden.

### Wahlberechtigung
Wahlberechtigt zur Wahl der Bürgerschaft ist jeder Deutsche, der seit mindestens drei Monaten seinen festen Wohnsitz im Land Bremen hat, und mindestens 16 Jahre alt ist. Das passive Wahlrecht besteht mit dem Erreichen der Volljährigkeit. Bürger der Mitgliedsstaaten der EU sind nur für die Wahl zur Stadtbürgerschaft den Deutschen gleichgestellt. Daher kann die Stadtbürgerschaft anders zusammengesetzt sein als der stadtbremische Anteil der Landtagsabgeordneten.

### Wahl der Stadtteilbeiräte
In der Stadtgemeinde Bremen werden zur Wahrnehmung der Stadtteilangelegenheiten 22 Beiräte gewählt. Diese gibt es in den 18 Stadtteilen (ohne Häfen) sowie den 4 Ortsteilen, die keinem Stadtteil zugeordnet sind (gemäß der Liste der Verwaltungseinheiten in Bremen). Das aktive und passive Wahlrecht richtet sich nach den Bestimmungen für die Stadtbürgerschaft. Die Beiratswahlen finden seit 1991 parallel zur Bürgerschaftswahl statt.

### Änderungen am Wahlrecht seit 1947
Die erste Bürgerschaftswahl fand am 12. Oktober 1947 statt. Daher endeten die vierjährigen Wahlperioden jeweils an einem 12. Oktober. Am 1. März 1995 hat die Bürgerschaft erstmals die Selbstauflösung beschlossen (Piepmatzaffäre) und das Ende der 13. Wahlperiode auf den 7. Juni 1995 festgesetzt. Seitdem enden die Legislaturperioden der Bürgerschaft jeweils an einem 7. Juni. Bei anderen Parlamenten wird meist das Ende der Wahlperiode durch den Zusammentritt des Nachfolgeparlamentes bestimmt, für dessen Wahl wiederum Fristen vorgegeben sind.
Zunächst bestand die Bürgerschaft aus 100 Abgeordneten – 80 aus Bremen, 20 aus Bremerhaven. Durch Gesetz vom 22. Mai 2003 wurde die Anzahl der Abgeordneten auf insgesamt 83 verringert. In der folgenden 16. Wahlperiode (2003–2007) stellte Bremen 67 Abgeordnete und Bremerhaven 16 Abgeordnete. Infolge einer Anpassung des Wahlgesetzes an die unterschiedliche Bevölkerungsentwicklung der beiden Städte werden seit 2007 aus Bremen 68 Abgeordnete und aus Bremerhaven 15 Abgeordnete gewählt.
Ursprünglich gab es eine reine Verhältniswahl über Listen mit fester Reihenfolge der Bewerber. Jeder Wahlberechtigte konnte eine Stimme an eine Liste vergeben. Erstmals bei der Bürgerschaftswahl 2011 galt das aktuelle Fünfstimmen-Wahlsystem.
Das Wahlalter betrug ursprünglich 21 Jahre, seit 1970 18 Jahre und wurde 2009 auf 16 Jahre gesenkt. Für die Wahlen zu den Beiräten gilt das aktive Wahlrecht ab dem vollendeten 16. Lebensjahr bereits seit der Einfügung des § 3 Abs. 3 in das Gesetz über Beiräte und Ortsämter durch Ortsgesetz vom 16. Oktober 2006 (BremGBl. S. 436).
Nichtdeutsche EU-Bürger sind seit 1999 bei Kommunalwahlen wahlberechtigt.

## Wahlergebnisse

### Wahlergebnisse von 1919 bis 1933
Anzahl der 200 Abgeordneten der Bremischen Nationalversammlung nach Parteien:
- 1919: SPD 67, DDP 39, USPD 38, Landeswahlverband (DVP und DNVP) 29, KPD 15, Wirtschaftliche Verbände 12

Anzahl der 120 Abgeordneten der Bürgerschaft nach Parteien:
- 1920: USPD 37, DVP 25, SPD 22, DDP 18, DNVP 7, Wirtschaftliche Verbände 6, KPD 5
- 1921: DVP 30, SPD 28, USPD 23, DDP 21, DNVP 7, KPD 6, Wirtschaftliche Verbände 5
- 1923: SPD 36, DVP 26, KPD 18, DDP 16, DNVP 12, Liste Deutschvölkische Freiheitspartei und NSDAP 7, Wirtschaftliche Verbände 5
- 1924: SPD 46, DVP 19, DDP 14, DNVP 10, KPD 9, Hausbesitzer 8, Nationalsozialistische Freiheitsbewegung 4, DVP und DNVP Bremerhaven 4, Deutsche Zentrumspartei 2, Bodenreformer 1, Landeswahlverband Bremen-Landgebiet 2, Bürgerliche Vereinigung Vegesack 1
- 1927: SPD 50, Liste DVP-DNVP-National-Sozialistische Freiheitsbewegung, Wirtschaftliche Vereinigung 35, DDP 12, KPD 10, Hausbesitzer 10, Zentrum 2, Heim und Scholle (Bodenreformer) 1
- 1930: SPD 40, NSDAP 32, DVP 15, KPD 12, DNVP 6, Hausbesitzer 5, Staatspartei (ex DDP) 5, Zentrum 2, Reichspartei (Wirtschaftspartei) 2, Konservative Volkspartei 1
- 1933 (96 Abg.): SPD 32, NSDAP 32, Kampffront Schwarz-Weiß-Rot (vormals DNVP) 13, KPD 12, DVP 6, Zentrum 1

### Wahlergebnisse ab 1946
In den Listen sind die Wahlergebnisse, die Sitzverteilungen und die Mitglieder der Bremischen Stadtbürgerschaften enthalten:
- 1. Legislaturperiode (1946–1947)
- 2. Legislaturperiode (1947–1951)
- 3. Legislaturperiode (1951–1955)
- 4. Legislaturperiode (1955–1959)
- 5. Legislaturperiode (1959–1963)
- 6. Legislaturperiode (1963–1967)
- 7. Legislaturperiode (1967–1971)
- 8. Legislaturperiode (1971–1975)
- 9. Legislaturperiode (1975–1979)
- 10. Legislaturperiode (1979–1983)
- 11. Legislaturperiode (1983–1987)
- 12. Legislaturperiode (1987–1991)
- 13. Legislaturperiode (1991–1995)
- 14. Legislaturperiode (1995–1999)
- 15. Legislaturperiode (1999–2003)
- 16. Legislaturperiode (2003–2007)
- 17. Legislaturperiode (2007–2011)
- 18. Legislaturperiode (2011–2015)
- 19. Legislaturperiode (2015–2019)
- 20. Legislaturperiode (2019–2023)
- 21. Legislaturperiode (2023–2027)

### Aktuelle Wahlergebnisse
Bei der Wahl vom 14. Mai 2023 wurde die SPD stärkste Partei.

#### Stimmverteilung
| SPD    | 29,8 % |
| CDU    | 26,2 % |
| Grüne  | 11,9 % |
| Linke  | 10,9 % |
| BIW    | 9,4 %  |
| FDP    | 5,1 %  |
| Übrige | 6,8 %  |

#### Aktuelle Sitzverteilung der Bürgerschaft des Landes Bremen
| SPD           | 28 Sitze            |
| CDU           | 24 Sitze            |
| Grüne         | 10 Sitze            |
| Linke         | 10 Sitze            |
| BD*           | 8 Sitze             |
| FDP           | 5 Sitze             |
| Fraktionslose | 2 Sitze (parteilos) |

*BiW (Bürger in Wut) haben sich nach der Wahl der Partei Bündnis Deutschland (BD) angeschlossen

#### Sitzverteilung der Bremischen Stadtbürgerschaft (Parlament der Stadt Bremen ohne Bremerhaven)
| SPD   | 23 Sitze |
| CDU   | 21 Sitze |
| Grüne | 9 Sitze  |
| Linke | 9 Sitze  |
| BD    | 6 Sitze  |
| FDP   | 4 Sitze  |

## Ausschüsse/Deputationen
Die Bremische Bürgerschaft bildet zur Wahrnehmung ihrer Aufgaben als Parlament ständige und nicht ständige Ausschüsse sowie, bei Bedarf, Untersuchungsausschüsse zur Klärung bestimmter Sachverhalte. In der Landesverfassung von Bremen in Artikel 105 zwingend vorgesehen sind lediglich der Geschäftsordnungsausschuss, die Haushalts- und Finanzausschüsse, die Petitionsausschüsse sowie der Ausschuss für Angelegenheiten der Häfen.

### Ständige parlamentarische Ausschüsse
In der 18. Wahlperiode hat die Bürgerschaft (Landtag) zehn ständige Parlamentarische Ausschüsse eingesetzt:
- Haushalts- und Finanzausschuss (Land)
- Rechnungsprüfungsausschuss (Land)
- Verfassungs- und Geschäftsordnungsausschuss
- Petitionsausschuss (Land)
- Rechtsausschuss
- Gleichstellungsausschuss
- Ausschuss für Integration, Bundes- und Europaangelegenheiten, internationale Kontakte und Entwicklungszusammenarbeit
- Ausschuss für Wissenschaft, Medien, Datenschutz und Informationsfreiheit
- Ausschuss zur Bekämpfung und Prävention von Armut und sozialer Spaltung
- Ausschuss für Angelegenheiten der Häfen

Die Stadtbürgerschaft hat in der 18. Wahlperiode vier Ständige Parlamentarische Ausschüsse eingesetzt:
- Haushalts- und Finanzausschuss (Stadt Bremen)
- Rechnungsprüfungsausschuss (Stadt Bremen)
- Petitionsausschuss (Stadt Bremen)
- Ausschuss für Bürgerbeteiligung, bürgerschaftliches Engagement und Beiräte

Zu den ständigen Ausschüssen zählen außerdem:
- der Vorstand der Bremischen Bürgerschaft
- die parlamentarische Kontrollkommission sowie
- der Kontrollausschuss nach dem Polizeigesetz

### Nichtständige parlamentarische Ausschüsse
Als nicht ständige Ausschüsse wurden in der 18. Wahlperiode eingesetzt:
- Ausschuss zur Ausweitung des Wahlrechts sowie der
- Nicht ständige Ausschuss nach Art. 125 BremLV (Art. 70 BremLV u. a.)

### Untersuchungsausschüsse
Auch Untersuchungsausschüsse gehören zu den sog. Nichtständigen Ausschüssen. Die Bremische Bürgerschaft hat bisher insgesamt 23 Untersuchungsausschüsse eingesetzt. In der (vorherigen) 19. Wahlperiode gab es bisher zwei Untersuchungsausschüsse. Ein Untersuchungsausschuss untersuchte die Gründe und den Ablauf des Anti-Terror-Einsatzes vom 27. Februar bis 1. März 2015 in Bremen (PUA Anti-Terror-Einsatz), der andere Sozialbetrugsverdachtsfälle in Bremerhaven (PUA Sozialbetrugsverdacht).

### Deputationen
Deputationen sind Ausschüsse zur Unterstützung von Verwaltungshandeln. Sie werden wie Ausschüsse tätig, sind jedoch bei den zuständigen senatorischen Behörden angesiedelt. Sie werden durch die Fraktionen der Bremischen Bürgerschaft mit Abgeordneten und sog. Deputierten (fachkundigen Bürgern) besetzt. Den Vorsitz hat der jeweilige Senator inne. Die Vertreter der Bürgerschaft wählen aus ihrer Mitte einen Sprecher und mindestens einen Stellvertreter.

## Präsident

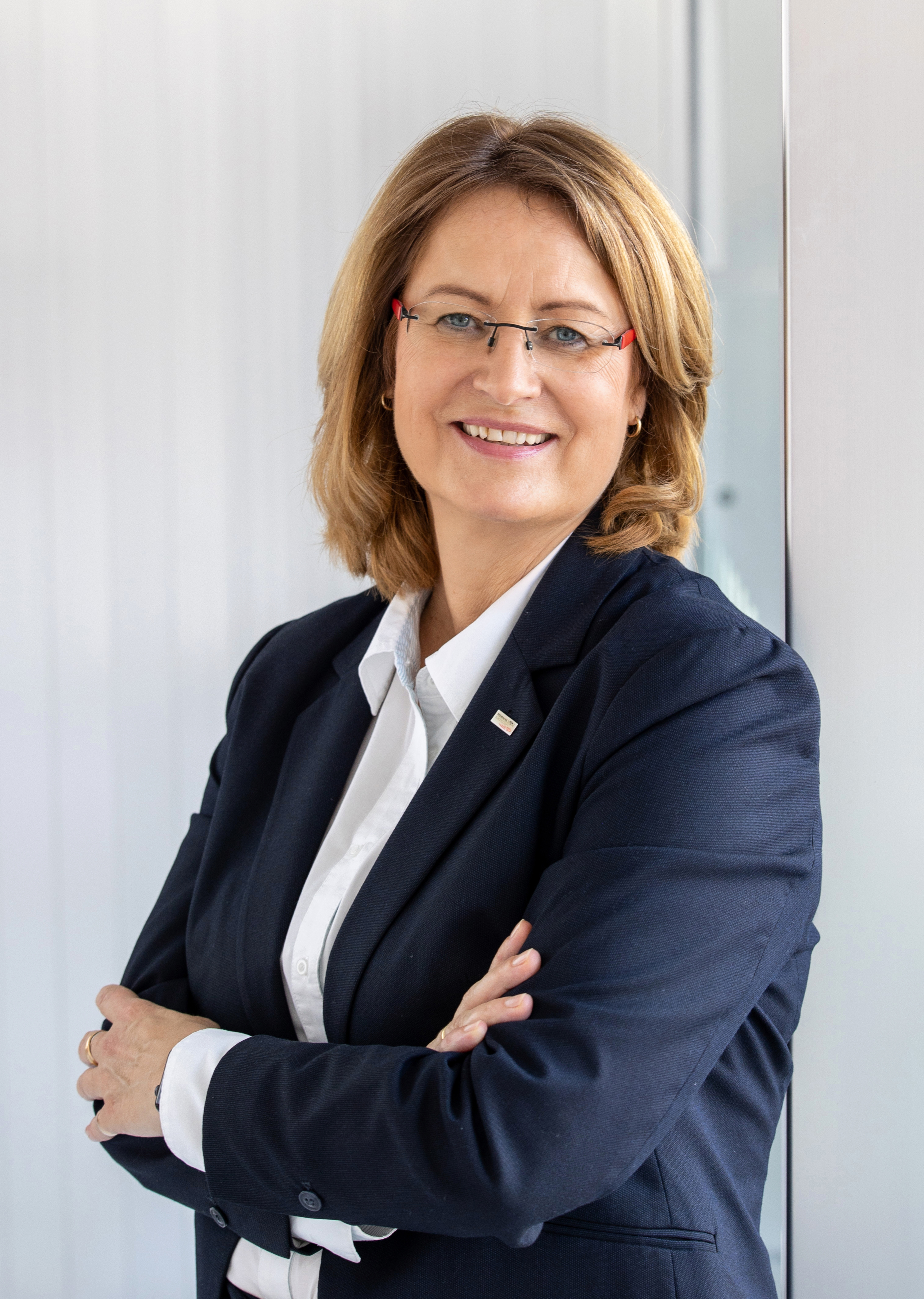
Antje Grotheer (SPD), Präsidentin der Bremischen Bürgerschaft

Die Befugnisse und Aufgaben des Präsidenten der Bürgerschaft sind in Artikel 92 der Verfassung der Freien Hansestadt Bremen festgelegt:

„Der Präsident der Bürgerschaft eröffnet, leitet und schließt die Beratungen. Ihm liegt die Aufrechterhaltung der Ruhe und Ordnung sowohl in der Versammlung selbst als auch unter den Zuhörern ob. Wird die Ruhe durch die Zuhörer gestört, so kann er ihre Entfernung veranlassen. Der Präsident der Bürgerschaft verfügt über die Einnahmen und Ausgaben der Bürgerschaft nach Maßgabe des Haushaltes und vertritt die Freie Hansestadt Bremen in allen Rechtsgeschäften und Rechtsstreitigkeiten der Bürgerschaft. Der Vorstand der Bürgerschaft ist Dienstvorgesetzter aller im Dienste der bremischen Bürgerschaft stehenden Personen, er stellt sie ein und entlässt sie. Dabei hat er den Stellenplan zu beachten.“

### Liste der Präsidenten
Quelle: 
| 1911 bis 1918 | Rudolph Quidde                       |
| 1920 bis 1930 | Richard Dunkel (DDP)                 |
| 1931          | Otto Bernhard (NSDAP)                |
| 1931          | Johann Osterloh (SPD)                |
| 1931 bis 1932 | Emanuel Backhaus (NSDAP)             |
| 1933          | Max Jahn (SPD), 6. bis 15. März 1933 |
| 1946          | Wilhelm Kaisen (SPD)                 |
| 1946 bis 1966 | August Hagedorn (SPD)                |
| 1966 bis 1971 | Hermann Engel (SPD)                  |
| 1971 bis 1995 | Dieter Klink (SPD)                   |
| 1995 bis 1999 | Reinhard Metz (CDU)                  |
| 1999 bis 2019 | Christian Weber (SPD)                |
| 2019          | Antje Grotheer (SPD)                 |
| 2019 bis 2023 | Frank Imhoff (CDU)                   |
| seit 2023     | Antje Grotheer (SPD)                 |

## Haus der Bürgerschaft

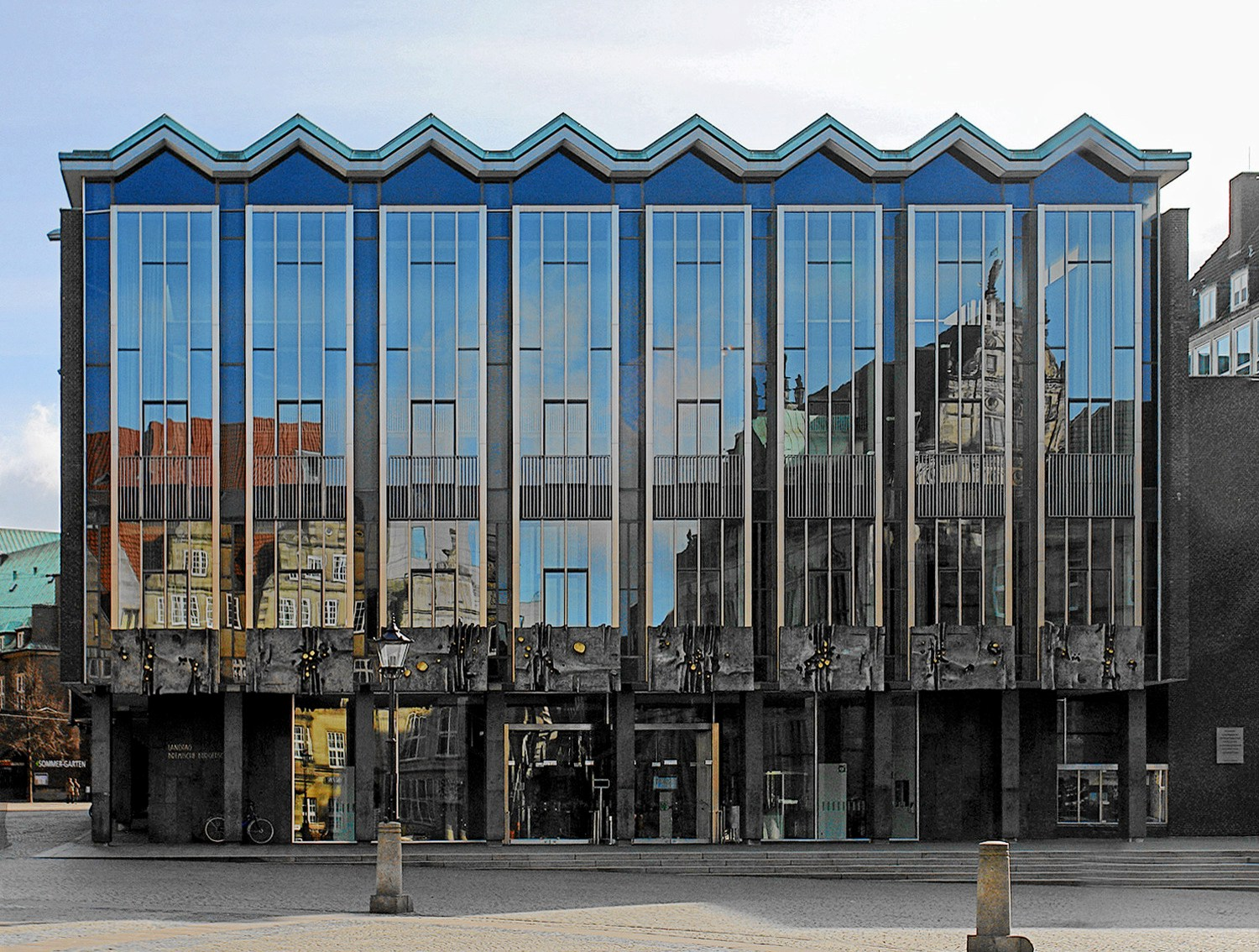
Februar 2008: der 1966 eingeweihte Neubau des Hauses der Bürgerschaft am Bremer Marktplatz.

Das Haus der Bürgerschaft (Am Markt 20) wurde 1962/66 nach Plänen des Architekten Wassili Luckhardt gebaut. Seit 1992 steht es unter Denkmalschutz.

### Geschichte
Ab dem Ende des 15. Jahrhunderts standen hier mehrere Giebelhäuser, die 1860 bis 1863 abgerissen wurden. An deren Stelle entstand bis 1864 unter Zurücknahme der Fluchtlinie die neugotische Neue Bremer Börse. Die Börse wurde 1943 bei einem Luftangriff in großen Teilen zerstört; die Ruine wurde 1955 abgerissen und das Grundstück der Handelskammer Bremen an das Land Bremen verkauft. 1958 schrieb das Land einen Architekturwettbewerb für einen neuen Sitz der Bürgerschaft aus. Von den 71 eingereichten Entwürfen sollten die zwei Siegerentwürfe überarbeitet werden.
In der Öffentlichkeit entbrannte eine kontroverse Diskussion über die Gestaltung des Baus. Es wurde 1960 ein neuer Wettbewerb ausgeschrieben, den 1961 der international anerkannte Architekt Wassili Luckhardt gewann. Der nach langer Diskussion mehrfach überarbeitete Entwurf sah eine senkrechte Stein- und Glasgliederung der Fassade mit acht angedeuteten Giebeln in der Dachlinie vor. Dieser Plan erschien vielen Bremer Bürgern immer noch zu modern für den Marktplatz. Die 1961 auch deshalb gegründete Lüder von Bentheim-Gesellschaft sprach sich seit 1961 gegen einen modernen Neubau aus und wollte, dass an dieser Stelle mehrere Giebelhäuser realisiert werden sollten. Der Präsident der Bürgerschaft August Hagedorn entschied mit der Mehrheit des Hauses, dass der überarbeitete Luckhardt-Entwurf umgesetzt werden sollte. 1966 konnte das neue Haus der Bürgerschaft eröffnet werden.

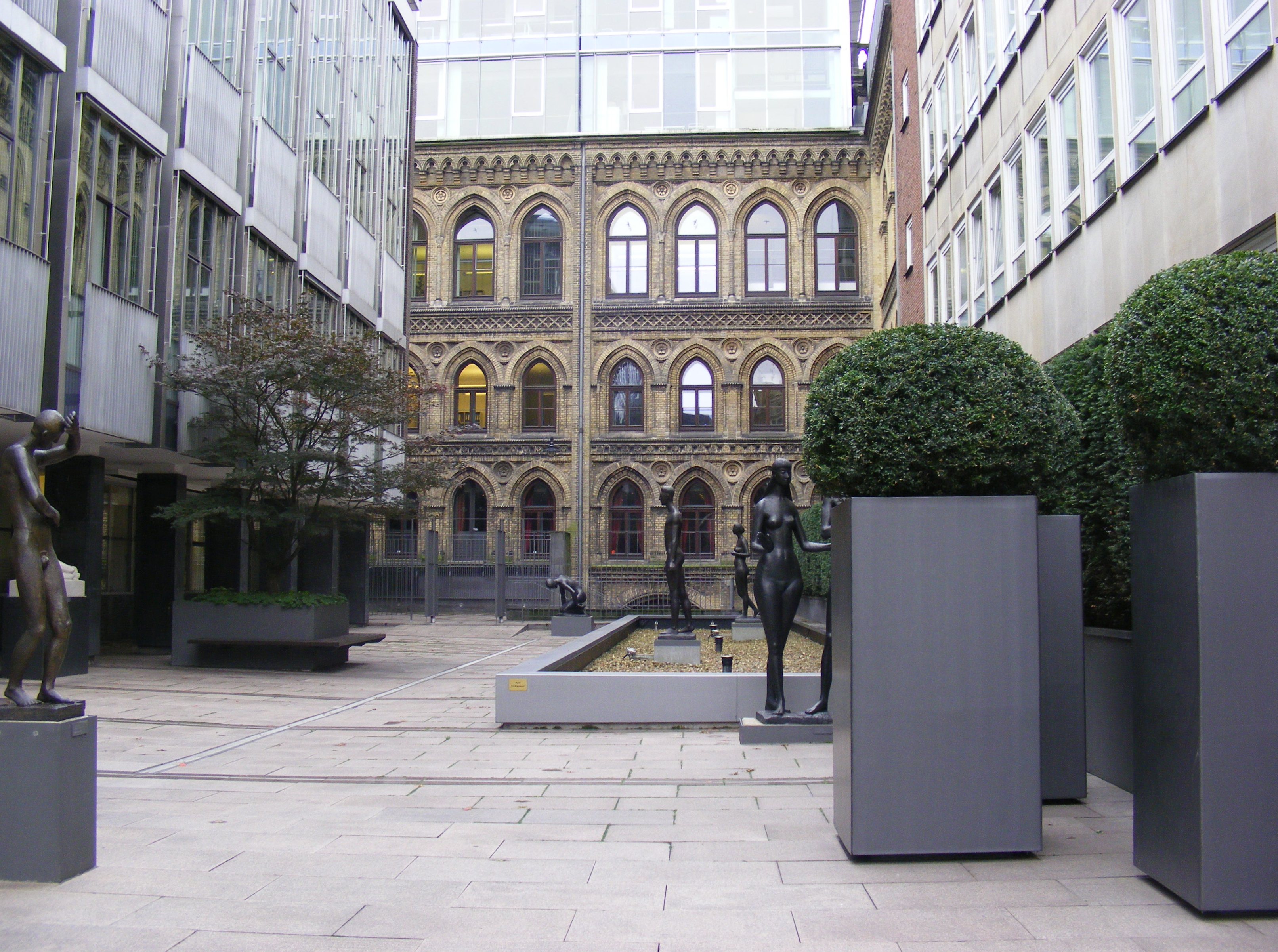
Skulpturengarten an der Südseite

Der Stahlbetonskelettbau mit Backsteinmauerwerk öffnet sich, als gleichsam demokratische Geste, mit seiner verglasten Fassade zum Markt hin. Die Reliefplatten am Außenbau wurden nach Entwürfen von Bernhard Heiliger in Aluminium gegossen. Das Gebäude wurde mit dem BDA-Preis 1974 ausgezeichnet, u. a. mit der Begründung der Jury: „Der überzeugende klaren funktionellen Lösung entspricht eine gestalterische Formulierung, die den Maßstab der historisch geprägten Situation in guter Weise aufnimmt“. Eine Nominierung für den sogenannten „Nike“ des BDA erhielt das Gebäude im Jahr 2016 in der Kategorie „Klassik“.
Der vierzig Jahre genutzte provisorische Hinterausgang über eine Holztreppenkonstruktion wurde Anfang des 21. Jahrhunderts durch eine Steintreppe ersetzt; die Reste der alten Börse wurden nach Plänen der Architekten Schomers und Schürmann mit zwei modern gestalteten Stockwerken ergänzt und mit dem Bürgerschaftsgebäude durch eine Brücke verbunden.

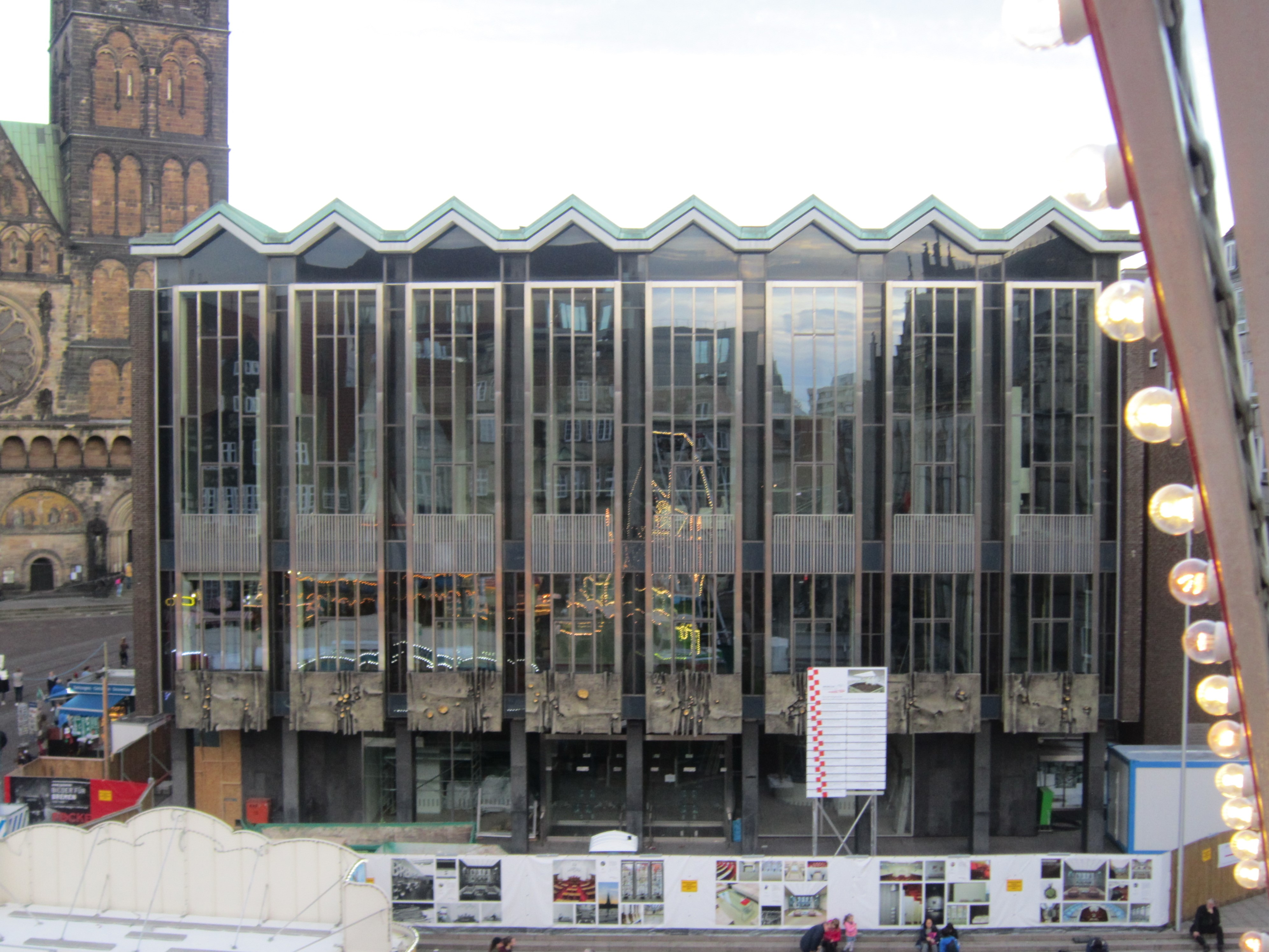
Oktober 2019: Umbau

Von Juni 2019 bis Mitte 2022 wurde das Haus umgebaut und dabei u. a. Brandschutzmängel beseitigt, neue Sicherheitsverglasungen eingebaut und Kabel für die Digitaltechnik verlegt. Die Büros des Präsidialbereichs wurden in den Börsenhof A verlegt. Die Abgeordneten tagten in der Zwischenzeit im Neuen Rathaus.

## Verwaltung der Bremischen Bürgerschaft
Die Verwaltung der Bremischen Bürgerschaft untersteht der Präsidentin der Bürgerschaft, der Direktor führt in ständiger Vertretung der Präsidentin den Landtag in Verwaltungsangelegenheiten. Die Verwaltung ist gegliedert in drei Abteilungen. Das Personal der Bürgerschaft bereitet Plenar- und Ausschusssitzungen vor und sorgt durch die Dokumentation aller Parlamentsvorgänge für Kontinuität sowie Transparenz im parlamentarischen Prozess. Der Mitarbeiterstab unterstützt die amtierende Präsidentin bei allen verwaltungstechnischen Aufgaben. Darüber hinaus unterstützten die Mitarbeiter der Bürgerschaft die Abgeordneten in der Durchführung ihrer parlamentarischen Aufgaben.

### Angebote für Bürger
Der Besuch einer Parlamentsdebatte ist jederzeit von einzelnen Interessierten und (anmeldungspflichtigen) Gruppen möglich. Neben Informationen rund um das geschichtsträchtige Haus der Bürgerschaft soll die Arbeit im parlamentarischen Prozess vermittelt werden. Auch Gespräche mit Abgeordneten sind nach Absprache möglich.

### Kulturelle Veranstaltungen
Regelmäßig finden kulturelle Veranstaltungen in den Räumlichkeiten der Bürgerschaft statt. Es werden verschiedene Ausstellungen mit wechselnden Themen wie historische Dokumentationen oder Karikaturen gezeigt. Ehrungen, Lesungen wie auch klassische Konzerte werden ebenfalls im Haus der Bürgerschaft veranstaltet. Im Rahmen des Bremer Kunststipendiums, das die Bremische Bürgerschaft in Kooperation mit der Bremer Heimstiftung seit 2003 vergibt, soll der kulturelle Austausch zwischen Bremen und seinen zahlreichen Städtepartnern gefördert werden. Das Stipendium ermöglicht professionellen Künstlern aus Haifa und Danzig, Riga, Izmir, Windhoek oder Dalian einen drei- bis fünfmonatigen Aufenthalt in Bremen.

### Skulpturengarten
Der direkt an das Haus der Bürgerschaft grenzende Skulpturengarten der Bürgerschaft ist Anlaufstelle für Touristengruppen und beliebter Veranstaltungsort. Plastiken vom Bildhauer Gerhard Marcks sind im Garten ausgestellt. Zwei weitere Marcks-Skulpturen sind im ersten Stock der Bürgerschaft zu finden. Der nachdenkende „Tantalos“ und das „Mädchen mit großem Tuch“ sind eine Leihgabe des Gerhard-Marcks-Hauses Bremen, das den Nachlass des Bildhauers verwaltet.

### Übertragung der Plenarsitzungen
Die Landtagssitzungen der Bremischen Bürgerschaft können über Radio Weser.TV oder per Live-Stream im Internet verfolgt werden. Radio Bremen sendet die Landtagssitzungen auf der Hörfunk-Welle 95,0 MHz (98,9 MHz in Bremerhaven). Die Sitzungen der Stadtbürgerschaft können im Hörfunkprogramm von Radio Weser.TV empfangen werden. Der Live-Stream wird durch einen Plenarticker ergänzt, der ergänzende Informationen zu Tagesordnungspunkten und Sitzungsverlauf enthält.